# Paraholopterus
Paraholopterus is een kevergeslacht uit de familie van de boktorren (Cerambycidae). De wetenschappelijke naam van het geslacht werd voor het eerst geldig gepubliceerd in 1986 door Cerda & Cekalovic.

## Soorten
Paraholopterus is monotypisch en omvat slechts de volgende soort:
- Paraholopterus nahuelbutensis Cerda & Cekalovic, 1986